# Корвіте
Корвіте (порт. Corvite; МФА: [kuɾ.ˈvi.tɨ]) — парафія в Португалії, у муніципалітеті Гімарайнш. Розташована в північно-західній частині країни, на теренах історичної португальської провінції Дору-Міню. Входить до складу округу Брага. За адміністративним поділом, чинним до 1976 року, терени парафії були складовою провінції Міню. Належить до Бразької архідіоцезії Католицької церкви. Патрон — Діва Марія. Площа — 1,8478 км². Населення — 883 ос. (2011). Сильно урбанізований регіон. Густота населення — 477,87 осіб/км²
. Код — 030874.

## Населення
| 2011 |
| 883  |